# Палениця
Палени́ця — гора в південно-східній частині головного хребта Чивчинських гір (Українські Карпати). Розташована на півдні Верховинського району Івано-Франківської області, на південний схід від села Буркут і південний захід від села Нижній Яловець.
Висота 1749,6 м (за іншими даними — 1758 м). Гора масивна, з плоскою незалісненою вершиною. Південно-західний схил дуже крутий, північно-східний переходить у пологий хребет, який простягається на північ до хребта Прилучного з вершиною Прилучною (1646 м).
На північний захід розташована гора Команова (1734 м), на південний схід — Гнатася (1766,5 м). Через південно-західні схили гори проходить українсько-румунський кордон.

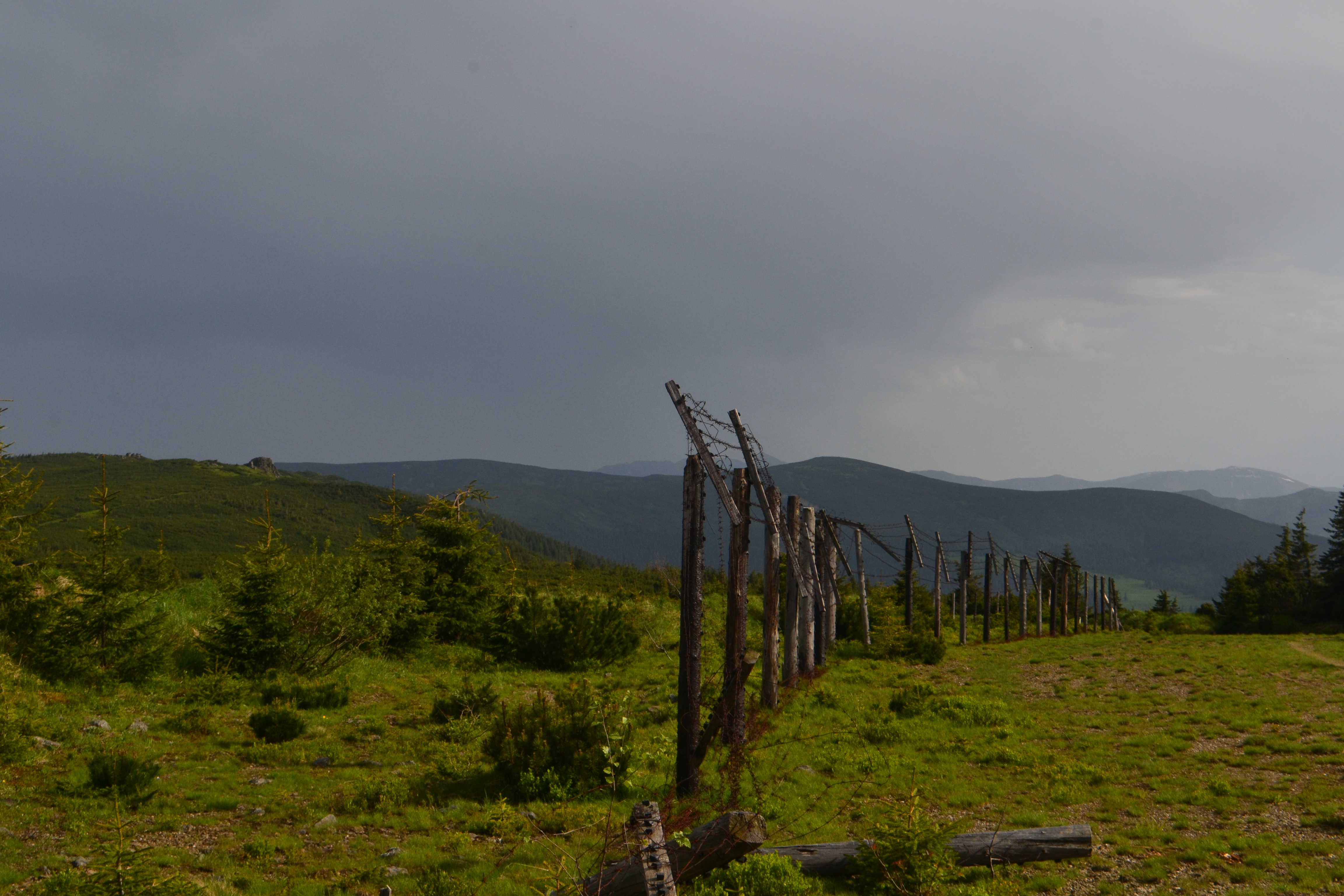
На горі Палениця

При північних схилах гори розташовані витоки річки Чорний Черемош.
На північно-східних схилах гори бере початок струмок Великий Прилучний, лівий доплив Перкалабу.
На північному сході від гори бере початок річка Маскотин.